# Fuentes de Carbajal
Fuentes de Carbajal est une commune d'Espagne dans la province de León, communauté autonome de Castille-et-León. Elle s'étend sur 32,13 km2 et comptait environ 118 habitants en 2011.